# هواوی میت ۴۰
هواوی میت 40 (انگلیسی: Huawei Mate 40)، هواوی میت ۴۰ پرو(به انگلیسی: Huawei Mate 40 Pro)، هواوی میت ۴۰ پرو پلاس (به انگلیسی: Huawei Mate 40 Pro Plus) و هواوی میت ۴۰ آراس پورشه دیزاین (به انگلیسی: Huawei Mate 40 RS Porsche Design) فبلت‌های هوشمند مبتنی بر سیستم عامل اندروید، از سری هواوی میت، محصولی از هواوی هستند. این گوشی‌ها جانشین فبلت‌های هواوی میت ۳۰ هستند. هواوی در رویدادی اینترنتی در ۲۲ اکتبر ۲۰۲۰ به‌طور رسمی از این فبلت‌ها رونمایی کرد.